# Aorta człowieka

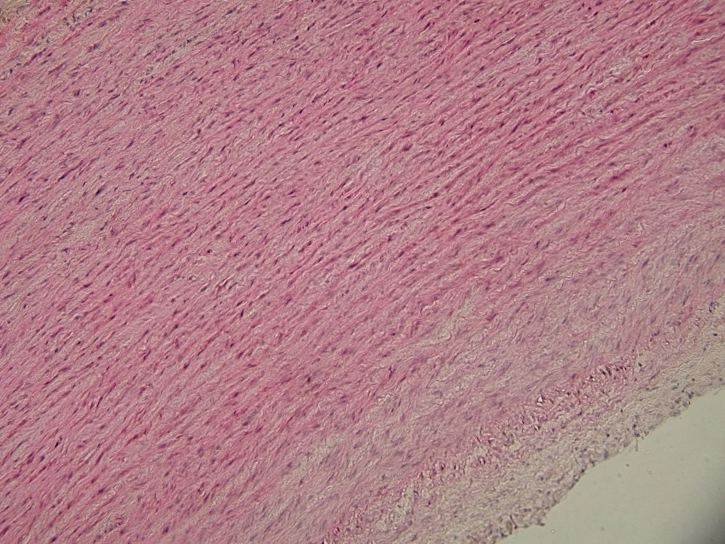
Aorta człowieka, obraz mikroskopowy

Aorta, tętnica główna (łac. aorta) – w anatomii człowieka duży pień tętniczy, którego gałęzie doprowadzają krew tętniczą do wszystkich tkanek. Jest największą tętnicą człowieka. Ma około 28 mm średnicy. Nazwa wywodzi się z języka greckiego (aeiro – dźwigam, unoszę w górę) i została nadana przez Arystotelesa, który twierdził, że funkcją aorty jest utrzymywanie serca we właściwym miejscu.
Aorta rozpoczyna się w przedłużeniu stożka tętniczego lewego, następnie wstępuje w śródpiersiu górnym ku górze i nieco w prawo na 5 do 7 cm, a następnie ponad korzeniem płuca lewego zatacza łuk ku tyłowi i w lewo i wchodzi do śródpiersia tylnego na lewą stronę kręgosłupa, do którego dochodzi na poziomie Th3 lub Th4. Najwyższy punkt łuku u osoby młodej znajduje się 2–3 cm poniżej górnego brzegu mostka. Po dojściu do kręgosłupa zstępuje pionowo w dół przesuwając się z lewej powierzchni kręgosłupa na jego powierzchnię przednią, a po przejściu przez rozwór aorty w przeponie wchodzi do przestrzeni zaotrzewnowej brzucha, gdzie oddaje swoje największe gałęzie, a sama zmniejsza swoją średnicę. Na wysokości L4 dzieli się na dwie symetryczne tętnice biodrowe wspólne i znacznie cieńszą, stanowiącą bezpośrednie przedłużenie aorty tętnicę krzyżową pośrodkową.

## Podział aorty
- część wstępująca aorty, łac. pars ascendens aortae (dawniej: aorta ascendens) – rozpoczyna się opuszką aorty utworzoną z trzech zatok znajdujących się ponad płatkami zastawki aorty. W tym miejscu znajduje się odejście tętnic wieńcowych (arteriae coronariae). Ten odcinek aorty biegnie w obrębie worka osierdziowego i kończy się w miejscu przyczepu osierdzia przechodząc w łuk aorty. Do 50 roku życia aorta jest węższa od pnia płucnego, później zaś szersza. W prawej ścianie aorty wstępującej, ponad opuszką znajduje się poszerzenie zwane zatoką czwartą (łac. sinus quartus). Jest to miejsce, w które przy każdym skurczu serca uderza strumień wyrzucanej krwi. W tym miejscu najczęściej tworzy się tętniak.
- łuk aorty, arcus aortae – rozpoczyna się ku tyłowi od drugiego prawego stawu żebrowo-mostkowego, a kończy się na wysokości lewej powierzchni trzonu kręgu Th3 lub Th4, gdzie przechodzi w aortę zstępującą. Z górnego obwodu łuku odchodzą zazwyczaj trzy wielkie tętnice: pień ramienno-głowowy, tętnica szyjna wspólna lewa i tętnica podobojczykowa lewa. Po ich odejściu średnica aorty ulega nieco zwężeniu. Łuk w początkowym odcinku biegnie do przodu od tchawicy, a następnie zstępuje wzdłuż lewego obwodu tchawicy i przełyku oraz przewodem piersiowym. Od przodu styka się z żyłą ramienno-głowową lewą oraz z prawym i lewym workiem opłucnowym a także lewym nerwem błędnym z jego gałęziami, lewym nerwem przeponowym oraz gałęzie sercowe do splotu sercowego. Łuk przebiega ponad rozdwojeniem pnia płucnego i korzeniem płuca lewego oraz splotem sercowym. Pomiędzy odejściem tętnicy podobojczykowej lewej a przyczepem więzadła tętniczego znajduje się zwężenie – cieśń aorty (łac. isthmus aortae).
- część zstępująca aorty, pars descendens aortae (dawniej: aorta schodniowa, aorta descendens), która dzieli się na:
  - część piersiowa aorty, pars thoracica aortae (dawniej: aorta piersiowa, aorta thoracica) – przebiega w śródpiersiu tylnym. Z wiekiem przesuwa się coraz bardziej w lewo. Rozpoczyna się na poziomie Th3 lub Th4, a kończy się w rozworze aortowym przepony na poziomie Th12. Na tym odcinku zwężenie naczynia jest nieznaczne, choć odchodzące gałęzie są liczne. Od przodu do aorty w tym odcinku przylega: korzeń płuca lewego, osierdzie, przełyk i leżący na nim splot. Od tyłu: kręgosłup, żyła nieparzysta krótka i żyła nieparzysta krótka dodatkowa. Od lewej: lewe płuco i opłucna, a od prawej: przewód piersiowy i żyła nieparzysta
  - część brzuszna aorty, pars abdominalis aortae (dawniej: aorta brzuszna, aorta abdominalis) – rozpoczyna się w rozworze aortowym w przeponie na poziomie Th12, następnie biegnie po przedniej powierzchni kręgów lędźwiowych, nieznacznie przesunięta w lewo. Kończy się w dolnej części trzonu kręgu L4. Po oddaniu wielkich gałęzi (tętnic nerkowych, pnia trzewnego i tętnic krezkowych) zmniejsza średnicę o 3–4 mm. Następnie już zachowuje swój wymiar aż do odejścia tętnic biodrowych wspólnych. Aorta przedłuża się w tętnicę krzyżową pośrodkową.

## Gałęzie aorty
- gałęzie aorty wstępującej:
  - tętnice wieńcowe
- gałęzie łuku aorty:
  - pień ramienno-głowowy
    - tętnica szyjna wspólna prawa
    - tętnica podobojczykowa prawa
    - tętnica tarczowa najniższa, która występuje w ok. 10% przypadków

  - tętnica szyjna wspólna lewa
  - tętnica podobojczykowa lewa
- gałęzie aorty piersiowej;
  - gałęzie trzewne:
    - gałęzie oskrzelowe
    - gałęzie przełykowe
    - gałęzie śródpiersiowe
    - gałęzie osierdziowe

  - gałęzie ścienne:
    - tętnice międzyżebrowe tylne
    - tętnice podżebrowe
    - tętnice przeponowe górne
- gałęzie aorty brzusznej:
  - gałęzie ścienne:
    - tętnice przeponowe dolne
    - tętnice lędźwiowe

  - parzyste gałęzie trzewne:
    - tętnice nadnerczowe środkowe
    - tętnice nerkowe
    - tętnice jądrowe lub tętnice jajnikowe

  - nieparzyste gałęzie trzewne:
    - pień trzewny
    - tętnica krezkowa górna
    - tętnica krezkowa dolna

  - gałęzie końcowe:
    - tętnice biodrowe wspólne
    - tętnica krzyżowa pośrodkowa